# 田州
田州，唐朝到清朝的州。
唐朝开元（713年—741年）中设置田州，治所在都救县（今广西壮族自治区田阳县东南），相当于今广西壮族自治区田阳县、百色市、田东县。天宝元年（742年）改横山郡。乾元元年（758年）复为田州。大历年间，为羁縻州。贞元二十一年（805年）废，后复置。户四千一百六十八。下辖五县：都救县、惠佳县（今广西田阳县）、武龙县（今广西百色市）、横山县（今广西田东县）、如赖县（今广西百色市汪甸瑶族乡）。元朝改为田州路，元末治所在田阳县。明朝洪武年间改为田州府，1528年，再为田州。1875年，改为恩隆县。
田州刺史
- 冯绪（长庆初年）